# Afschin Haidar
Afschin Haidar (persisch افشین حیدری anhörenⓘ, mit eigentlichem Namen Khaydār bin Kāvūs Afschīn, arabisierte Form Haidar bin Kavus; * 8. Jahrhundert; † 841 in Samarra) war ein iranischer General der Abbasiden und ein Mitglied einer Adelsfamilie aus dem Gebiet Usruschana mit der Hauptstadt Bundschikat in Transoxanien.

## Titel und Herkunft
Die Bevölkerung Usruschanas war zur Zeit der Invasion der ersten Muslime unter Qutaiba ibn Muslim (712-14) iranisch und wurde von einer sogdischen Adelsfamilie regiert, die den Titel Afschin trug. Der Name Afschin war kein Eigenname, sondern der traditionelle Titel der Fürsten von Usruschana. Die überlieferte Form Afschin (al-Afschīn) ist die arabisierte Form des Mittelpersischen Pischin und des Avestischen Pisinah, dessen etymologischer Ursprung unsicher ist. Der Orientalist Minorski nahm einen sogdischen Ursprung des Wortes Afschin an. In den klassischen arabischen Quellen gibt es über die ethnische Herkunft Afschins verwirrende Informationen. Einige bezeichnen ihn als Iraner (Sogder oder Perser) und andere als Türken. Diese Konfusion könnte daher stammen, dass die Araber alle ihre Militärsklaven (Mamluken) als Türken bezeichneten, obwohl sie auch iranische Sklaven aus den Gebieten von Ferghana, Usruschana und Schah bekamen. Trotz zweier klassischer Quellen, die ihn als Türken bezeichnen, sind die Forscher der Ansicht, dass er Iraner war. Vertreter dieser Meinung sind unter anderem Bernard Lewis, Edward Granville Browne, Daniel Pipes und das Werk The Cambridge History of Iran.

## Frühe Jahre
Der Chronist al-Yaqubi zählt die Familie der Afschin unter den iranischen und türkischen Herrschern aus Transoxanien und Zentralasien auf, die sich nominell dem dritten Kalifen Al-Mahdi (775-85) unterworfen hatten. Aber erst unter dem Kalifen Hārūn ar-Raschīd gab es Feldzüge nach Transoxanien, um Afschins Großvater namens Kharākana zu unterwerfen. Weitere Expeditionen gab es unter al-Ma'mūn, als er Gouverneur in Merw war und später Kalif wurde. Afschin selber musste später nach einem Mord an einem Gegner nach Chorasan fliehen und ging von dort zum Kalifenhof nach Bagdad. Afschin führte später die Armeen des Kalifen gegen seinen Vater Kawus und erreichte so die Unterwerfung und Konversion seines Vaters zum Islam. Nach dem Tod Kawus' wurde sein Sohn Haidar neuer Afschin von Usruschana. Afschin machte in der Armee eine Karriere und wurde zum zweitwichtigsten Befehlshaber. Er genoss die Gunst Al-Mu'tasims und erhielt hohe Gehälter und Zuwendungen. 830 ging Afschin nach Ägypten zu Al-Mu'tasim und bekämpfte dort erfolgreich aufständische Kopten und Beduinen.

## Afschin und Bābak
Al-Mu'tasim, der später zum Kalifen wurde, ernannte Afschin zum Gouverneur von Dschibal, dem ehemaligen Medien, und sandte ihn im Jahr 835 gegen den Rebellen Babak Chorramdin, Anführer der antiislamischen und neomazdakitische Churramiten. Bābak war einer von mehreren iranischen Rebellenführer gegen die arabische Fremdherrschaft. Nach ersten Kämpfen belagerte Afschin im August 837 Bābak in seiner Festung al-Badd. Gemäß al-Yaqubi befreite Afschin 7600 arabische Gefangene und ließ die Festung schleifen. Bābak floh nach Armenien, wurde aber 838 von den Abbasiden unter Folter getötet. Der Sieg über Bābak war der Höhepunkt in der Karriere Afschins. Als Belohnung wurde er zum Gouverneur der Provinzen Sind, Armenien und Aserbaidschan ernannt.

## Feldzug gegen Byzanz

Byzantinisch-Arabische Feldzüge in Anatolien 838.

Afschin kämpfte an der Seite Al-Mu'tasims im Jahr 838 gegen die Byzantiner in Anatolien, wobei sie bis zur Festung Amorion in Phrygien vordrangen. Die Angreifer griffen mit zwei Teilheeren an, die von Afschin und dem Kalifen selbst befehligt wurden. Als diese Heere byzantinisches Gebiet betraten, lagen etwa 240 km zwischen ihnen. So entschied sich der byzantinische Kaiser Theophilos Afschin anzugreifen, bevor die Invasoren ihre Heere vereinigen konnten. Der Kaiser und Afschin trafen am 21. Juli 838 in der Schlacht von Anzen zwischen den Orten Amasya und Tokat aufeinander. Sieger wurde Afschin. Theophilos floh, und Afschin konnte sich bei Ankyra Al-Mu'tasim anschließen. Gemeinsam marschierten sie auf Amorion und nahmen die Stadt am 23. September 838 ein. Al-Mu'tasim ließ Amorion, die Geburtsstadt des Kaisers Theophilos, aus Rache für die Vernichtung seiner eigenen Geburtsstadt Zapetra niederreißen.

## Machtverlust und Anklage
Afschins Stern begann zu sinken, als er sich mit dem Gouverneur Tabaristans Mazyar bin Karin gegen Abdullah bin Tahir, Gouverneur Chorasans, verbündete. Afschin sah schon früh in Abdullah bin Tahir einen möglichen Rivalen um die Macht und Kontrolle in Transoxanien. Mazyar bin Karin, der Mitglied einer der einflussreichsten iranischen Familien war und erst kürzlich zum Islam konvertiert war, begann einen Aufstand gegen Abdullah, scheiterte und wurde 839 besiegt. Durch diese Niederlage und dem Fund von Briefen von Mazyar fiel Afschin in Ungnade und wurde verhaftet.
Afschin wurde nun wegen mehrerer Punkte angeklagt. So soll er laut Abdullah bin Tahir nach seinem Sieg über Bābak einen Teil von dessen Reichtümern heimlich für sich behalten haben. Außerdem wurde an seiner Frömmigkeit gezweifelt und ihm vorgeworfen, im Geheimen immer noch ein Zoroastrier zu sein. Afschin aber sagte, dass die zoroastrischen Schriften und Artefakte, die in seinem Haus gefunden worden waren, lediglich Familienerbstücke seien. Außerdem wurde behauptet, er hätte, um den Frieden und die Harmonie zwischen den Religionen in Usruschana zu wahren, zwei Muslime bestrafen und hinrichten müssen, die einen Schrein zerstören wollten. Des Weiteren sagte Abdullah, dass Afschin aus Tradition von den Einwohnern seiner Heimat als Herr der Herren angesprochen werde und dass dies nicht gegen seinen Glauben an den einen Gott verstoße. Mazyar, der während der Verhandlungen auch anwesend war, bestätigte, dass Afschin sich mit ihm gegen Abdullah bin Tahir verbündet hatte. So wurde Afschin als Rebell und Ungläubiger verurteilt und verbrachte den Rest seines Lebens in einem Gefängnis in Samarra, das die Form eines Minaretts hatte. Das Gefängnis wurde auf Geheiß des Kalifen Al-Mu'tasim gebaut und hatten den Namen Die Perle. Afschin blieb hier neun Monate und starb im Mai–Juni 841. Mazyar wurde zum Tode verurteilt und hingerichtet.

## Rezeption
Afschin Haidar ist eine Figur in Agnes Imhofs historischem Roman Die Königin der Wüste, der das Leben der Sängersklavin Arib al-Mamuniyya behandelt.

## Bibliographie
- C. E. Bosworth,„Afshin“, Encyclopedia Iranica
- At-Tabarī: History v. 32 „The Reunification of the Abbasid Caliphate“, SUNY, Albany, 1987; v. 33 „Storm and Stress along the Northern Frontiers of the Abbasid Caliphate“, transl. C.E. Bosworth, SUNY, Albany, 1991
- John Bagot Glubb: The Empire of the Arabs, Hodder and Stoughton, London, 1963
- Étienne de La Vaissière: Samarcande et Samarra. Elites d'Asie centrale dans l'empire Abbasside, Peeters, 2007